# 몰리의 작별 (베토벤)
몰리의 작별(독일어: Mollys Abschied), 작품 번호 52, 5는 1805년 출판된 루트비히 판 베토벤의 여덟 개의 가곡, 작품 번호 52 세트의 5번 곡이다.

## 개요
작곡 시점은 본에 거주하던 1793년 이전으로, 1782년에 독일의 시인 고트프리트 아우구스트 뷔르거가 발표한 동명의 시를 가사로 사용하고 있다. 출판은 무려 10년이 훨씬 지난 1805년 6월 16일에 빈의 음악과 산업 상점 사를 통해 이루어졌다. 당시 베토벤은 전 년도에 평소보다 적은 수의 작품을 출판했기 때문에, 이 작품을 포함한 오래된 작품을 모아 출판했을 것으로 여겨진다.
"몰리의 작별"의 “몰리"는 뷔르거의 처제 아우구스테 레온하르트로 알려져 있다. 1774년, 뷔르거는 도로테 레온하르트와 결혼하여 세 딸을 두었지만, 도로테의 여동생 아우구스테 레온하르트를 사랑하게 된다. 그리고 뷔르거는 1784년 첫 번째 아내인 도로테와 사별하자 1785년 도로테의 여동생 아우구스테와 결혼, 사회적으로 큰 파장을 일으키게 된다. 하지만 아우구스테는 1년 후 출산으로 사망했다. 이후 그는 우울증에 빠지고 비참한 상황을 맞이하면서 대학에서 사임했다. 이 곡에서는 아우구스테의 목소리에 대한 뷔르거의 갈망과 상실에 대한 격렬한 표현이 나타나 있다.

## 가사
뷔르거의 시에서는 정확히 7개의 연으로 나타나지만, 베토벤의 가곡에서는 5개의 연으로 나타나며 뷔르거의 시에서 나타난 7개의 연 중 1-2-4-3-5의 순서를 보여주고 있다.

Lebe wohl, du Mann der Lust und Schmerzen!

Mann der Liebe, meines Lebens Stab!

Gott mit dir, Geliebter! Tief zu Herzen

Halle dir mein Segensruf hinab!

Zum Gedächtnis biet 'ich dir, statt Goldes -

Was ist Gold und goldeswerter Tand ? -

Biet 'ich lieber, was dein Auge Holdes,

Was dein Herz an Molly Liebes fand.

Vom Gesicht, der Waltstatt deiner Küsse,

Nimm, so lang'ich ferne von dir bin,

Halb zum mindesten im Schattenrisse

Für die Phantasie die Abschrift hin!

Nimm, du süßer Schmeichler, von den Locken,

Die du oft zerwühltest und verschobst,

Wann du über Flachs an Pallas Rocken,

Über Gold und Seide sie erhobst!

Meiner Augen Denkmal sei dies blaue

Kränzchen flehender Vergißmeinnicht,

Oft beträufelt von der Wehmut Taue,

Der hervor durch sie vom Herzen bricht!.
잘가요. 나의 기쁨이자 괴로움이었던 사람이여ǃ

사랑하는 사람, 내 인생의 버팀목ǃ

신의 가호가 있기를, 사랑하는 사람이여, 마음 깊은 곳까지

울려퍼지기를,  내 축복의 목소리가ǃ

유품(혹은 추억이 될 물건)으로 전해드리죠, 황금을 대신해서 -

황금이나 황금처럼 빛나는 것이 무엇일까요? -

대신 나는 드립니다, 당신의 눈이 아름다움을,

당신의 마음이 몰리에게서  사랑을  느꼈던 것을

이 얼굴에서, 당신이 입을 맞추었던 곳에서,

가져가주세요, 내가  당신에게서 멀리 떨어져 있어도,

이 절반의 실루엣만으로도

상상할 수 있도록, 이 그림을!

가져가주세요. 말주변이 좋으신 분, 나의 머리칼에서,

당신이 자주 만지고 흐트러트리던 곳에서,

여신 파라스의 머리장식(댕기)보다도,

금과 비단보다도 당신의 마음이 흔들렸던 것을!

내 눈동자의 추억에서 이 파란

물망초의 꽃다발을 드립니다,

우울한 생각에 가끔 눈이 캄캄해 질 때가 있어도,

이 꽃을 바칩니다. 마음 찢어지지 않도록!